# Ода Штаденська
Ода (нім. Oda von Stade; до *1055 р. - після †1076 р.) — німецька принцеса, ймовірно друга дружина великого київського князя Святослава Ярославича. В історіографії вона часто згадується як Ода Штаденська. Її походження та ідентифікація чоловіка викликало багато суперечок в історіографії.

## Біографія
Головне джерело про Оду є «Штаденські аннали», написані північносаксонськім хроністом Альбертом Штаденським у середині XIII столітті. В анналах у статті під 1112 роком зазначено, що матір'ю Оди була Іда з Ельсдорфу (нім. Ida von Elsdorf), яка була дочкою «брата імператора Генріха III, а також дочкою сестри Папи Римського Лева IX, інше ім'я якого Брунон» (Бруно Еґізґайм-Даґсбурґський). Першого чоловіка Іди і батька Оди звали Ліпольд, він був «сином пані Глісмод». Також в анналах зазначено, що Іда була одружена ще кілька разів. Одним із синів Іди був також Бурхард, настоятель соборного храму в м. Трірі.
Історики дійшли висновку, що батьком Іди був Людольф (†1038 р.) граф Брауншвейгу, єдиноутробний брат імператора Священної Римської імперії Генріха III, а матір'ю - Гертруда, можливо сестра Папи Лева IX. Що стосується першого чоловіка Іди і, відповідно, батька Оди, то в російській історіографії довгий час превалювала версія висунута М. М. Карамзіним на підставі праці Г. С. Тройєра. У ній батьком Оди був Леопольд (до †1055 р.) граф Штаде. Дана версія була підтримана багатьма істориками. Завдяки цій версії за Одою в історіографії закріпилося прізвисько Штаденська. За іншою гіпотезою, висунутою К. Лехнером, Ліпольд, батько Оди, ототожнюється з маркграфом Угорської марки Луітпольда (Лютпольдом) († 1043 р.) з дому Бабенбергів, сином маркграфа Східної марки (Австрії) Адальберта. Ця версія була підтримана німецькими істориками. В історіографію її ввів О. В. Назаренко.
Згідно «Штаденських анналів» Ода спочатку була черницею в монастирі Рінтельну, звідки вона була викуплена матір'ю в обмін на маєток Штедедорф біля Хеслінґу в Нижній Саксонії. Після цього Оду видали заміж за «короля Русі». Від цього шлюбу народився син, названий в анналах «Вартеслав». Після смерті чоловіка Ода повернулася до Саксонії, до того ж вона відвезла з собою значну частину грошей чоловіка. Там вона вийшла заміж удруге. Від цього шлюбу народилася дочка Аліарина, у якої пізніше був син на ім'я Бурхард, граф з Локума. Історик Назаренко О. В. шлюб Оди зі Святославом датував 1070-1071 роками.
Німецький хроніст XI століття Ламперт Херсфельдський повідомляв у статті 1075 про те, що до двору імператора Генріха IV прибув «король Русі» на ім'я Дмитро, який попросив імператора надати йому допомогу проти його брата, котрий його вигнав. Для переговорів на Русь було надіслано посольство, яке очолив Бурхард, настоятель Трірської церкви. Як причину, з якої для цієї місії було обрано саме Бурхарда, хроніст вказав, що бунтівний брат «короля Русі» був одружений з сестрою Бурхарда. Це посольство було згадано під тим же 1075 роком в «Повісті врем'яних літ». «Королем Русі», згаданим у цьому повідомленні, був Ізяслав Ярославович (у хрещенні Дмитро), а братом - Святослав Ярославич, до цього князь Чернігівський. Оскільки Бурхард згадується також у «Штаденських анналах» як брат Оди, то І. Л. Ґебгард зробив висновок про те, що саме Святослав Ярославич був чоловіком Оди. Ця версія згодом одержала широке поширення як в німецькій, так і в російській історіографії - на даний час є переважаючою.